# Carlo Braccesco

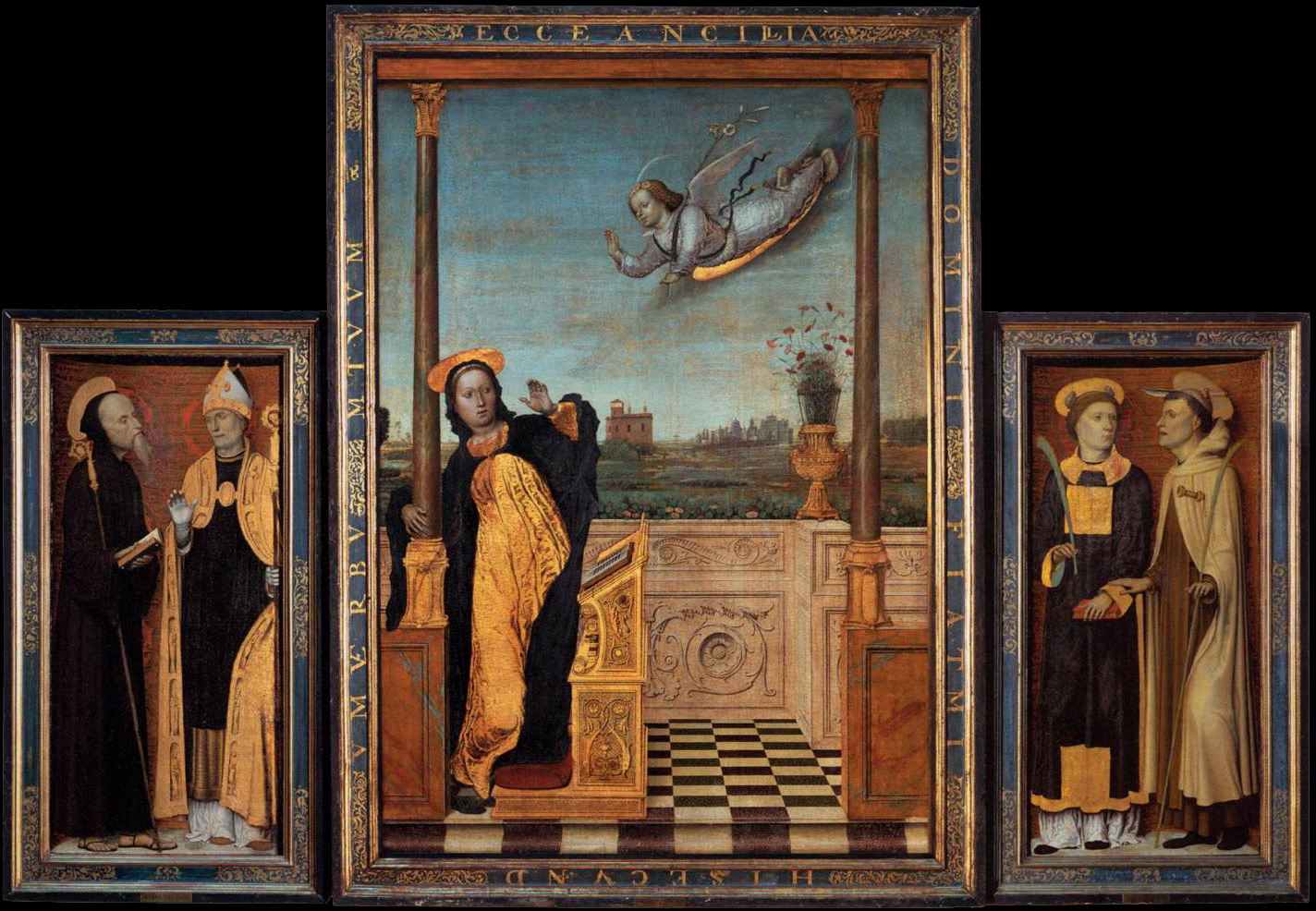
Tríptico de la Anunciación, Museo del Louvre.

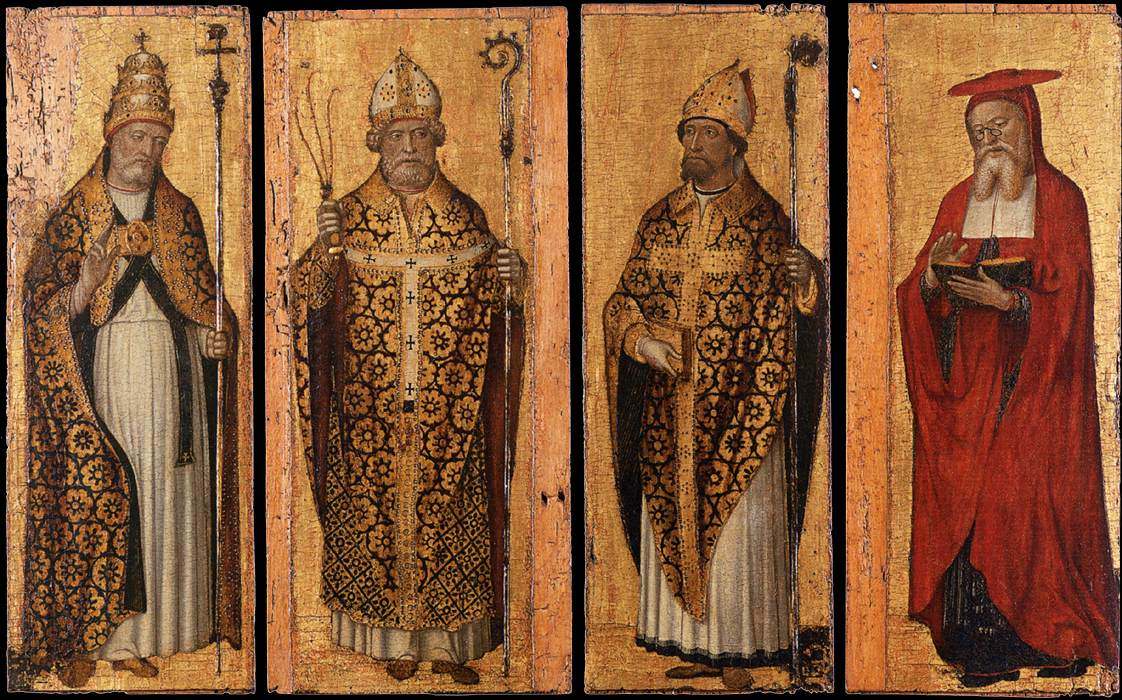
Cuatro Doctores de la Iglesia.

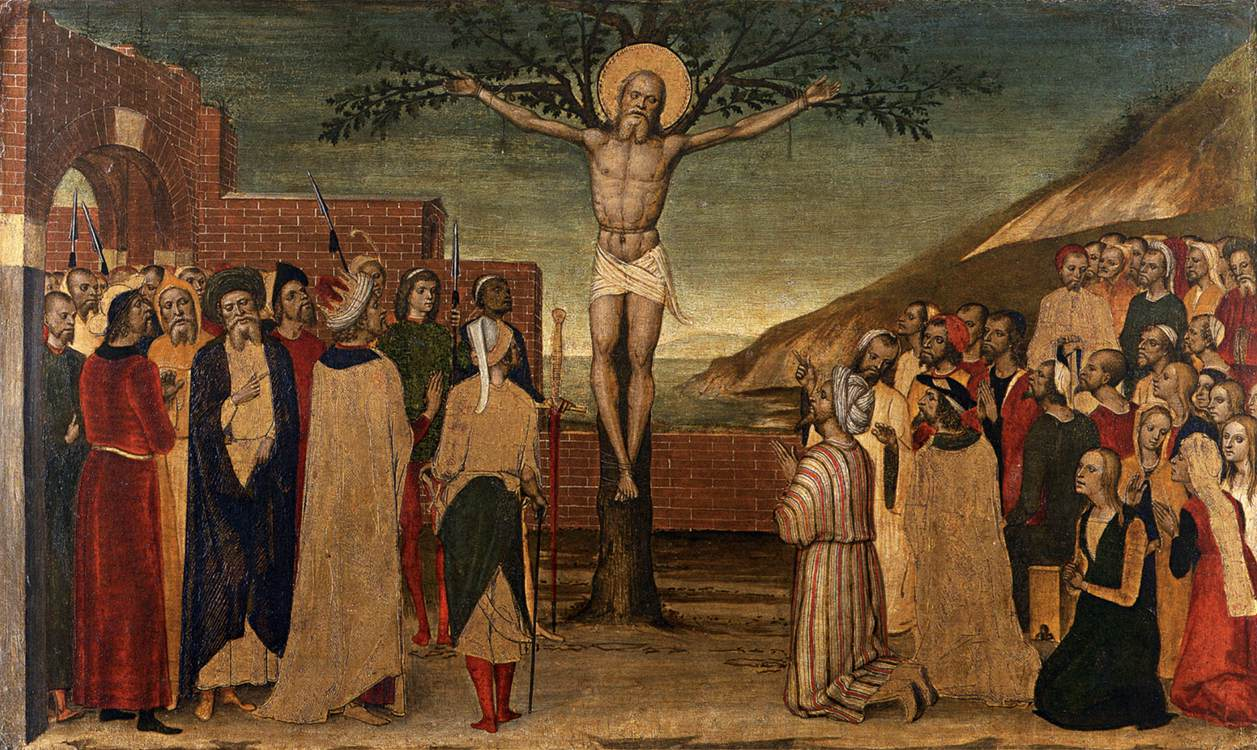
Crucifixión de San Andrés.

Carlo Braccesco o Carlo da Milano (Milán, documentado en Liguria 1478 - 1501), pintor italiano del Renacimiento.

## Biografía
Las primeras noticias que tenemos de este artista son de 1478, cuando pintó el políptico de Montegrazie, cerca de Imperia; en él firma como Carolus Mediolanensis, a la postre, es su única obra firmada. Su estilo es básicamente lombardo tardo-gótico con influencias de diversa índole, entre ellas la catalana y la veneciana. Tal vez tuvo alguna relación con Carlo Crivelli.
Bajo el nombre de Carlo da Milano, está documentado entre 1481 y 1501 en diversos documentos, en su mayoría genoveses, relacionándolo con importantes encargos, todos ellos perdidos en la actualidad. Entre 1482 y 1484 colaboró con Ambrogio de' Fiori en la fabricación de las vidrieras de la capilla de San Sebastiano en la Catedral de Génova. En el mismo edificio pintó al fresco los muros, el ábside y el arco exterior de la mencionada capilla.
En 1484 se comprometió a pintar un políptico con el tema de la Asunción de la Virgen para los Carmelitas de Santa Maria degli Angeli. En 1492 probablemente ejecutó otro políptico con la Virgen y el Niño para la localidad de Belgandura (no identificada). En 1494 completó la Maestà para el Commune de Levanto. Del mismo año son los frescos de la capilla de la Natividad de Nostra Signora del Monte en Génova. En 1497 pintó seis santos y una Anunciación en grisalla en las tapas del órgano de la Catedral de Génova.
En 1500 participó en la decoración de la Caminata (gran salón) del palacio de Antonio Lomellini, junto a otros artistas. Su último trabajo documentado es un nuevo políptico con la Asunción de la Virgen para Baldassare Lomellini en San Teodoro de Génova.

## Obras destacadas
- Políptico de Montegrazie (1478, Nostra Signora delle Grazie, Montegrosso)
- Coronación de la Virgen (1480, Santa Maria de Castello, Génova)
- Frescos de la Capilla de San Sebastiano (1482-84, Catedral de Génova)
- Asunción de la Virgen (1484, Santa Maria degli Angeli, Génova)
- Virgen con el Niño (1492, Belgandura), perdida.
- Maestà (1494, Sant'Andrea, Levanto)
- Crucifixión de San Andrés (1495, Galleria Vittorio Cini, Venecia)
- San Andrés transforma en perros a los siete demonios de Nicea (1495, Colección particular)
- Cuatro Doctores de la Iglesia (1495, Galleria Franchetti, Venecia)
- Frescos de la Capilla de la Natividad (1494, Nostra Signora del Monte, Génova)
- Seis santos y Anunciación (1497, órgano, Catedral de Génova)
- Frescos de la Caminata del Palazzo Lomellini (1500, Génova)
- Tríptico de la Anunciación (Museo del Louvre, 1500)
- Asunción de la Virgen (1501, San Teodoro, Génova)